# Memoires

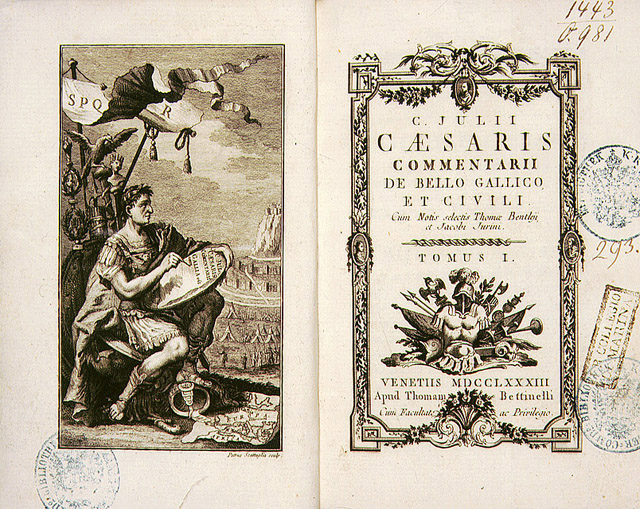
Julius Caesars Commentarii de bello Gallico, uitgave 18e eeuw; het schrijven van memoires dateert al uit de oud-Griekse en -Romeinse tijd

Memoires of gedenkschriften (Frans: mémoires, van mémoire, geheugen) is de benaming voor een geschrift waarin herinneringen aan gebeurtenissen worden beschreven die de schrijver zelf heeft meegemaakt, meestal in historische context geplaatst. Het onderwerp kan bijvoorbeeld de carrière van de schrijver zijn of een vrij korte, maar belangrijke periode uit iemands leven, zoals een oorlog. Memoires zijn niet altijd verhalend. Ze hebben soms de vorm van een reeks losse aantekeningen.
Memoires verschillen hiermee van autobiografieën; daarin gaat het meer over de levensloop van de schrijver, met meer details over het privéleven van de auteur.
Memoires verschillen ook van persoonlijke dagboeken, die in eerste instantie niet voor publicatie geschreven worden.
De literaire waarde van memoires verschilt sterk. De meeste auteurs van memoires (of memorialisten) hebben in de eerste plaats de bedoeling om vermeldenswaardige feiten uit hun leven voor het nageslacht te bewaren en/of hun eigen visie op die feiten te geven. Daardoor vormen memoires vaak belangrijke bronnen van de geschiedschrijving. Hoewel ze door hun subjectieve aard meestal zelf niet tot de wetenschappelijke historiografie kunnen worden gerekend, vormen ze vaak zeer belangrijke getuigenissen. Soms is hun inhoud zo delicaat, dat ze pas (lang) na de dood van de auteur mogen worden vrijgegeven. Veel onuitgegeven memoires worden dan ook bewaard in archieven en documentatiecentra. Gepubliceerde memoires van bekende politici en vedetten kennen natuurlijk soms hoge oplagen.

## Autofictie
Memoires zijn gebaseerd op herinneringen en zijn dus subjectief en niet altijd helemaal correct. Daarbij zijn schrijvers vrij  om namen van beschreven personen of omstandigheden te veranderen, gebeurtenissen samen te vatten, te versimpelen, mooier voor te stellen,  of deels of helemaal te verzinnen. In sommige gevallen wordt een boek beschreven als een 'semi-biografische roman' of 'autofictie'.

## Bekende memoires
Als literair genre omvatten memoires een aantal meesterwerken, bijvoorbeeld de zeer uitvoerige memoires van de hertog van Saint-Simon over het hof van Lodewijk XIV, de werken van onder meer Ernst Jünger en Louis-Ferdinand Céline over de Eerste Wereldoorlog en die van Primo Levi en Elie Wiesel over de Duitse concentratiekampen in de Tweede Wereldoorlog.
Tot de grote historische figuren die literair hoogstaande memoires schreven behoren Julius Caesar over de oorlog die hij in Gallië voerde, en Winston Churchill en Charles de Gaulle over de Tweede Wereldoorlog.

## Apocriefe en fictieve memoires
Naast "echte" memoires - die eventueel wel met hulp van een ghostwriter tot stand kwamen - zijn er ook fictieve werken geschreven in de vorm van memoires van een bekend, reëel persoon. In sommige gevallen is het werk buiten medeweten van de beschreven persoon geschreven, en vaak ook na het overlijden van diegene. Tot de bekendste auteurs van zulke apocriefe memoires (of pseudo-memoires), die vaak een mengsel van realiteit en fictie zijn, behoort de Fransman Gatien de Courtilz de Sandras (1644-1712), vooral door zijn "memoires" van d'Artagnan. Een recenter voorbeeld is het literaire meesterwerk Mémoires d'Hadrien, de "memoires" van keizer Hadrianus door Marguerite Yourcenar.
Deze apocriefe memoires kunnen nog worden onderscheiden van fictiewerken die de vorm aannemen van memoires van een verzonnen personage. Enkele bekende fictieve memoires zijn Robinson Crusoë van Daniel Defoe, Fanny Hill, or Memoirs of a Woman of Pleasure van John Cleland, Mémoires de deux jeunes mariées van Honoré de Balzac en Aantekeningen uit het dodenhuis van Fjodor Dostojevski.